# Steenmarsbanker
De steenmarsbanker (Decapterus macarellus) is een straalvinnige vis uit de familie van horsmakrelen (Carangidae), orde baarsachtigen (Perciformes), die voorkomt in de Grote, Atlantische en Indische Oceaan.

## Beschrijving
De steenmarsbanker kan een maximale lengte bereiken van 40 centimeter. Het lichaam van de vis heeft een langgerekte vorm.
De vis heeft twee rugvinnen en twee aarsvinnen. Er zijn in totaal negen stekels en 31 tot 36 vinstralen in de rugvinnen en drie stekels en 27 tot 30 vinstralen in de aarsvin.

## Leefwijze
De steenmarsbanker is een zoutwatervis die voorkomt in subtropische wateren op een diepte van maximaal 200 meter.
Het dieet van de vis bestaat hoofdzakelijk uit macrofauna en andere vissoorten.

## Relatie tot de mens
De steenmarsbanker is voor de beroepsvisserij van aanzienlijk belang en ook voor de zeehengelsport. Voor de mens is de steenmarsbanker potentieel gevaarlijk, omdat er meldingen van ciguatera-vergiftiging zijn geweest.